# Yoasobi/Diskografie
Diese Diskografie ist eine Übersicht über die musikalischen Werke des japanischen Musikduos Yoasobi. Den Schallplattenauszeichnungen zufolge hat es bisher mehr als drei Millionen Tonträger verkauft. Seine erfolgreichste Veröffentlichung ist die Debütsingle Yoru ni Kakeru, die in Japan von der Recording Industry Association of Japan (RIAJ) mit dreifach-Platin und Diamant ausgezeichnet wurde.

## Alben

### EPs
| Jahr | Titel Musiklabel                           | Höchstplatzierung, Gesamtwochen, AuszeichnungChartsChartplatzierungen (Jahr, Titel, Musiklabel, Platzierungen, Wochen, Auszeichnungen, Anmerkungen) | Anmerkungen                                                     |
| Jahr | Titel Musiklabel                           | JP | Anmerkungen                                                     |
| ---- | ------------------------------------------ | --- | --------------------------------------------------------------- |
| 2021 | The Book Sony Music Entertainment Japan    | JP2 Gold + Gold (Digital) · (35 Wo.)JP | Erstveröffentlichung: 6. Januar 2021                            |
| 2021 | E-Side a Sony Music Entertainment Japan    | — | Erstveröffentlichung: 12. November 2021 nur digital             |
| 2021 | The Book 2 Sony Music Entertainment Japan  | JP2 Gold · (143 Wo.)JP | Erstveröffentlichung: 1. Dezember 2021                          |
| 2022 | E-Side 2 b Sony Music Entertainment Japan  | — | Erstveröffentlichung: 18. November 2022 nur digital             |
| 2023 | Hajimete no Sony Music Entertainment Japan | JP9 (12 Wo.)JP | Erstveröffentlichung: 10. Mai 2023 Einstieg in den Singlecharts |
| 2023 | The Book 3 Sony Music Entertainment Japan  | JP2 Gold · (56 Wo.)JP | Erstveröffentlichung: 4. Oktober 2023                           |
| 2024 | E-Side 3 Sony Music Entertainment Japan    | — | Erstveröffentlichung: 12. April 2024 nur digital                |

## Singles

### Als Leadmusiker
| Jahr | Titel Album                             | Höchstplatzierung, Gesamtwochen, AuszeichnungChartplatzierungen (Jahr, Titel, Album, Platzierungen, Wochen, Auszeichnungen, Anmerkungen) | Höchstplatzierung, Gesamtwochen, AuszeichnungChartplatzierungen (Jahr, Titel, Album, Platzierungen, Wochen, Auszeichnungen, Anmerkungen) | Anmerkungen | [↑]: gemeinsam behandelt mit vorhergehendem Eintrag; [←]: in beiden Charts platziert |
| Jahr | Titel Album                             | JP | KR | Anmerkungen |                                                                                      |
| ---- | --------------------------------------- | --- | --- | --- | ------------------------------------------------------------------------------------ |
| 2019 | Yoru ni Kakeru The Book                 | JP— ×3×2Dreifachplatin (Digital) + Doppeldiamant (Streaming)JP                                                                           | — | Erstveröffentlichung: 15. Dezember 2019 |                                                                                      |
| 2020 | Ano Yume o Nazotte The Book             | JP— ×3Gold (Digital) + Dreifachplatin (Streaming)JP                                                                                      | — | Erstveröffentlichung: 18. Januar 2020 |                                                                                      |
| 2020 | Halzion The Book                        | JP— ×3Gold (Digital) + Dreifachplatin (Streaming)JP                                                                                      | — | Erstveröffentlichung: 11. Mai 2020 |                                                                                      |
| 2020 | Tabun The Book                          | JP— ×2Gold (Digital) + Doppelplatin (Streaming)JP                                                                                        | — | Erstveröffentlichung: 20. Juli 2020 |                                                                                      |
| 2020 | Gunjō The Book                          | JP— Platin (Digital) + Diamant (Streaming)JP                                                                                             | — | Erstveröffentlichung: 1. September 2020 |                                                                                      |
| 2020 | Haruka The Book                         | JP— ×3Gold (Digital) + Dreifachplatin (Streaming)JP                                                                                      | — | Erstveröffentlichung: 18. Dezember 2020 |                                                                                      |
| 2021 | Encore The Book                         | JP— ×2Gold (Digital) + Doppelplatin (Streaming)JP                                                                                        | — | Erstveröffentlichung: 6. Januar 2021 Promosingle |                                                                                      |
| 2021 | Kaibutsu The Book 2                     | JP2 (46 Wo.)JP | — | Erstveröffentlichung: 6. Januar 2021 (Digital) · 24. März 2021 (CD) · Vorspann zu Beastars (Staffel 2) · JP: Platin (Digital), + JP: Diamant (Streaming) |                                                                                      |
| 2021 | Yasashii Suisei The Book 2[JP: ↑]       | JP2 (46 Wo.)JP | — | Erstveröffentlichung: 20. Januar 2021 (Digital) · 24. März 2021 (CD) · Abspann zu Beastars (Staffel 2) · JP: Gold (Digital), + JP: Platin (Streaming)    |                                                                                      |
| 2021 | Mō Sukoshi Dake The Book 2              | JP— ×2Gold (Digital) + Doppelplatin (Streaming)JP                                                                                        | — | Erstveröffentlichung: 10. Mai 2021 |                                                                                      |
| 2021 | Sangenshoku The Book 2                  | JP— ×3Gold (Digital) + Dreifachplatin (Streaming)JP                                                                                      | — | Erstveröffentlichung: 2. Juli 2021 |                                                                                      |
| 2021 | Loveletter The Book 2                   | JP— Platin (Streaming)JP | — | Erstveröffentlichung: 9. August 2021 |                                                                                      |
| 2021 | Taishō Roman The Book 2                 | JP— Platin (Streaming)JP | — | Erstveröffentlichung: 15. September 2021 |                                                                                      |
| 2021 | Tsubame The Book 2                      | JP— Platin (Streaming)JP | — | Erstveröffentlichung: 25. Oktober 2021 feat. Midories |                                                                                      |
| 2021 | Moshi mo Inochi ga Egaketara The Book 2 | JP— Gold (Streaming)JP | — | Erstveröffentlichung: 1. Dezember 2021 Promosingle |                                                                                      |
| 2022 | Mr. Hajimete no                         | JP— Gold (Streaming)JP | — | Erstveröffentlichung: 16. Februar 2022 |                                                                                      |
| 2022 | Suki da Hajimete no                     | JP— Gold (Streaming)JP | — | Erstveröffentlichung: 30. Mai 2022 |                                                                                      |
| 2022 | Shukufuku The Book 3                    | JP3 ×3Platin (Digital) + Dreifachplatin (Streaming) · (5 Wo.)JP                                                                          | — | Erstveröffentlichung: 1. Oktober 2022 (Digital) 9. November 2022 (CD) Vorspann zu Mobile Suit Gundam: The Witch from Mercury (Staffel 1)                 |                                                                                      |
| 2022 | Umi no Manimani Hajimete no             | — | — | Erstveröffentlichung: 18. November 2022 |                                                                                      |
| 2023 | Adventure The Book 3                    | JP— Platin (Streaming)JP | — | Erstveröffentlichung: 15. Februar 2023 |                                                                                      |
| 2023 | Seventeen Hajimete no                   | JP— Platin (Streaming)JP | — | Erstveröffentlichung: 27. März 2023 |                                                                                      |
| 2023 | Idol The Book 3                         | JP2 ×2Doppelplatin (Digital) + Diamant (Streaming) · (10 Wo.)JP                                                                          | KR68 (28 Wo.)KR | Erstveröffentlichung: 12. April 2023 (Digital) 26. Mai 2023 (CD) Vorspann zu Oshi no Ko (Staffel 1)                                                      |                                                                                      |
| 2023 | Yūsha The Book 3                        | JP7 ×2Gold (Digital) + Doppelplatin (Streaming) · (22 Wo.)JP                                                                             | — | Erstveröffentlichung: 29. September 2023 (Digital) 13. Dezember 2023 (CD) Vorspann zu Frieren (Staffel 1, Cour 1)                                        |                                                                                      |
| 2023 | Biri-Biri –                             | JP4 (8 Wo.)JP | — | Erstveröffentlichung: 18. November 2023 (Digital) 13. März 2024 (CD) Titellied zu der Spielereihe Pokémon Karmesin und Purpur in Japan                   |                                                                                      |
| 2023 | Heart Beat –                            | — | — | Erstveröffentlichung: 26. Dezember 2023 |                                                                                      |
| 2024 | Undead –                                | JP— Platin (Streaming)JP | — | Erstveröffentlichung: 1. Juli 2024 Vorspann zu Monogatari: Off & Monster Season                                                                          |                                                                                      |
| 2024 | Butai ni Tatte –                        | — | — | Erstveröffentlichung: 26. Juli 2024 Olympia-Song des Senders NHK                                                                                         |                                                                                      |
| 2024 | Monotone –                              | JP16 (6 Wo.)JP | — | Erstveröffentlichung: 2. Oktober 2024 Titellied zum Anime-Film Fureru.                                                                                   |                                                                                      |
| 2024 | New Me –                                | — | — | Erstveröffentlichung: 11. November 2024 |                                                                                      |
| 2025 | Players –                               | — | — | Erstveröffentlichung: 21. März 2025 |                                                                                      |
| 2025 | Watch Me! –                             | JP17 (… Wo.)JP | — | Erstveröffentlichung: 18. Mai 2025 Vorspann zu Witch Watch                                                                                               |                                                                                      |

### Als Gastmusiker
| Jahr | Titel Album                                                                 | Höchstplatzierung, Gesamtwochen, AuszeichnungChartsChartplatzierungen (Jahr, Titel, Album, Platzierungen, Wochen, Auszeichnungen, Anmerkungen) | Anmerkungen                                                                           |
| Jahr | Titel Album                                                                 | JP | Anmerkungen                                                                           |
| ---- | --------------------------------------------------------------------------- | --- | ------------------------------------------------------------------------------------- |
| 2023 | Yuming Kanpai!!: Matsutoya Yumi 50th Anniversary Collaboration Best Album – | — | Erstveröffentlichung: 29. November 2023 Lied: Chūō Freeway (Cover von Yumi Matsutōya) |

## Videoalben und Musikvideos

### Videoalben
| Jahr | Titel Musiklabel                             | Höchstplatzierung, Gesamtwochen, AuszeichnungChartsChartplatzierungen (Jahr, Titel, Musiklabel, Platzierungen, Wochen, Auszeichnungen, Anmerkungen) | Anmerkungen                      |
| Jahr | Titel Musiklabel                             | JP | Anmerkungen                      |
| ---- | -------------------------------------------- | --- | -------------------------------- |
| 2022 | The Film ab Sony Music Entertainment Japan   | JP1 (107 Wo.)JP | Veröffentlichung: 23. März 2022  |
| 2024 | The Film 2 ab Sony Music Entertainment Japan | JP1 (44 Wo.)JP | Veröffentlichung: 10. April 2024 |

### Musikvideos
| Jahr | Titel                        | Regie             |
| ---- | ---------------------------- | ----------------- |
| 2019 | Yoru ni Kakeru               | Niina Ai          |
| 2020 | Ane Yume o Nazotte           | Koron Koronosuke  |
| 2020 | Halzion                      | Toshitaka Shinoda |
| 2020 | Tabun                        | Saho Nanjō        |
| 2020 | Gunjō                        | Atsushi Makino    |
| 2020 | Haruka                       | Kanae Izumi       |
| 2021 | Kaibutsu                     | Rina Mitsuzumi    |
| 2021 | Encore                       | Bun               |
| 2021 | Yasashii Suisei              | Kōhei Kadowaki    |
| 2021 | Sangenshoku                  | Masashi Ishihama  |
| 2021 | Loveletter                   | Satoru Ohno       |
| 2021 | Taishō Roman                 | Yūsuke Takase     |
| 2021 | Mō Sukoshi Dake              | Hmng              |
| 2021 | Tsubame                      | Niina Ai          |
| 2021 | Moshi mo Inochi ga Egaketara | Asami Kiyokawa    |
| 2022 | Ano Yume o Nazotte (Ballade) | Yuta Amano        |
| 2022 | Mr.                          | Toshitaka Shinoda |
| 2022 | Shukufuku                    | Nobutaka Yoda     |
| 2022 | Suki da                      | Kazuaki Seki      |
| 2023 | Adventure                    | Jun Tamukai       |
| 2023 | Umi no Manimani              | Asuka Dokai       |
| 2023 | Seventeen                    | Masatsugu Nagasoe |
| 2023 | Idol                         | Naoya Nakayama    |
| 2023 | Yūsha                        | Keiichirō Saitō   |
| 2023 | Biri-Biri                    | Ryō Sasaki        |
| 2023 | Heart Beat                   | Atsushi Makino    |

| Jahr | Titel                | Regie             |
| ---- | -------------------- | ----------------- |
| 2021 | Into the Night       | Niina Ai          |
| 2021 | RGB                  | Masashi Ishihama  |
| 2021 | Monster              | Rina Mitsuzumi    |
| 2021 | Blue                 | Atsushi Makino    |
| 2021 | Haven’t              | Saho Nanjō        |
| 2021 | Encore               | Bun               |
| 2021 | Comet                | Kōhei Kadowaki    |
| 2021 | Tracing a Dream      | Koron Koronosuke  |
| 2022 | The Swallow          | Niina Ai          |
| 2022 | The Blessing         | Nobutaka Yoda     |
| 2022 | Halzion              | Toshitaka Shinoda |
| 2022 | If I Could Draw Life | Nobutaka Yoda     |
| 2022 | Just a Little Step   | Hmng              |
| 2022 | Haruka               | Kanae Izumi       |
| 2022 | Love Letter          | Satoru Ohno       |
| 2022 | Taishō Roman         | Yūsuke Takase     |
| 2023 | Idol                 | Naoya Nakayama    |
| 2023 | The Brave            | Keiichirō Saitō   |
| 2023 | Biri-Biri            | Ryō Sasaki        |
| 2024 | Adventure            | Jun Tanukai       |

## Statistik

### Chartauswertung
|                     | JP    |
| ------------------- | ----- |
| Nummer-eins-Alben   | JP—JP |
| Top-10-Alben        | JP4JP |
| Alben in den Charts | JP4JP |

|                       | JP    | KR    |
| --------------------- | ----- | ----- |
| Nummer-eins-Singles   | JP—JP | KR—KR |
| Top-10-Singles        | JP5JP | KR—KR |
| Singles in den Charts | JP7JP | KR1KR |

|                          | JP    |
| ------------------------ | ----- |
| Nummer-eins-Videoalben   | JP2JP |
| Top-10-Videoalben        | JP2JP |
| Videoalben in den Charts | JP2JP |

### Auszeichnungen für Musikverkäufe
| Goldene Schallplatte - Neuseeland - 2024: für die Single Yoru ni Kakeru |

Anmerkung: Auszeichnungen in Ländern aus den Charttabellen bzw. Chartboxen sind in ebendiesen zu finden.
| Land/RegionAuszeichnungen für Musikverkäufe (Land/Region, Auszeichnungen, Verkäufe, Quellen) | Gold       | Platin       | Diamant     | Verkäufe  | Quellen            |
| -------------------------------------------------------------------------------------------- | ---------- | ------------ | ----------- | --------- | ------------------ |
| Japan (RIAJ)                                                                                 | 16× Gold16 | 38× Platin38 | 5× Diamant5 | 3.050.000 | riaj.or.jp JP2 JP3 |
| Neuseeland (RMNZ)                                                                            | Gold1      | —            | —           | 15.000    | radioscope.co.nz   |
| Insgesamt                                                                                    | 17× Gold17 | 38× Platin38 | 5× Diamant5 |           |                    |